# Campeonato Mundial de Atletismo de 2011 - Lançamento de disco masculino
O arremesso de disco masculino do Campeonato Mundial de Atletismo de 2011 foi disputada entre os adias 29 e 30 de agosto  no Daegu Stadium, em Daegu

## Recordes
Antes desta competição, os recordes mundiais e do campeonato nesta prova eram os seguintes:
| Tipo                  | Atleta            | Distância | Local          | Data                | Ref |
| --------------------- | ----------------- | --------- | -------------- | ------------------- | --- |
|                       | Jürgen Schult     | 74,08     | Neubrandenburg | 6 de junho de 1986  | ver |
| Recorde do campeonato | Virgilijus Alekna | 70,17     | Helsinque      | 7 de agosto de 2005 | ver |

## Medalhistas
| Ouro                 | Prata             | Bronze             |
| Robert Harting (GER) | Gerd Kanter (EST) | Ehsan Hadadi (IRI) |

## Cronograma
| Data         | Hora  | Evento        |
| ------------ | ----- | ------------- |
| 29 de agosto | 10:10 | Primeira fase |
| 30 de agosto | 19:55 | Final         |

Todos os horários são horas locais (UTC +9)

## Resultados

### Primeira fase
Qualificação: Desempenho de qualificação 65,50 m (Q) ou pelo menos 12 melhores (q) avançam para a final. 
| Colocação | Atleta            | Nacionalidade  | Resultado | Testes  | Testes  | Testes  | Testes |
|           |                   |                |           | Teste 1 | Teste 2 | Teste 3 |        |
| --------- | ----------------- | -------------- | --------- | ------- | ------- | ------- | ------ |
| 1         | Ehsan Hadadi      | Irão           | 65,21     | 65,21   | 64,74   | -       |        |
| 2         | Robert Harting    | Alemanha       | 64,93     | 64,93   | 63,75   | -       |        |
| 3         | Virgilijus Alekna | Lituânia       | 64,21     | 64,21   | 63,57   | x       |        |
| 4         | Vikas Gowda       | Índia          | 63,99     | 62,37   | 63,99   | 61,85   |        |
| 5         | Gerd Kanter       | Estónia        | 63,50     | 62,77   | 63,50   | x       |        |
| 6         | Benn Harradine    | Austrália      | 63,49     | x       | 63,49   | 51,86   |        |
| 7         | Jason Young       | Estados Unidos | 63,14     | 61,75   | x       | 63,14   |        |
| 8         | Jarred Rome       | Estados Unidos | 62,22     | 58,86   | 62,22   | 61,00   |        |
| 9         | Wu Jian           | China          | 62,07     | 59,51   | 62,07   | x       |        |
| 10        | Jason Morgan      | Jamaica        | 61,75     | 58,51   | 57,56   | 61,75   |        |
| 11        | Erik Cadée        | Países Baixos  | 61,62     | 61,03   | x       | 61,62   |        |
| 12        | Niklas Arrhenius  | Suécia         | 60,57     | 60,57   | x       | x       |        |
| 13        | Abdul Buhari      | Grã-Bretanha   | 60,21     | x       | 60,21   | 58,37   |        |
| 14        | Roland Varga      | Croácia        | 59,09     | x       | 59,09   | x       |        |
|           | Róbert Fazekas    | Hungria        | NM        | x       | x       | x       |        |
|           | Frank Casañas     | Espanha        | DNS       |         |         |         |        |

| Colocação | Atleta              | Nacionalidade  | Resultado | Testes  | Testes  | Testes  | Testes |
|           |                     |                |           | Teste 1 | Teste 2 | Teste 3 |        |
| --------- | ------------------- | -------------- | --------- | ------- | ------- | ------- | ------ |
| 1         | Piotr Malachowski   | Polónia        | 65,48     | 64,22   | x       | 65,48   |        |
| 2         | Mario Pestano       | Espanha        | 65,13     | 65,13   | -       | -       |        |
| 3         | Jorge Fernández     | Cuba           | 64,94     | 64,94   | -       | -       |        |
| 4         | Märt Israel         | Estónia        | 64,19     | 63,49   | 64,19   | x       |        |
| 5         | Brett Morse         | Grã-Bretanha   | 62,38     | 60,62   | 62,38   | 59,29   |        |
| 6         | Jan Marcell         | Chéquia        | 62,29     | 60,46   | 62,29   | 59,26   |        |
| 7         | Zoltán Kövágó       | Hungria        | 62,16     | 58,14   | 62,16   | x       |        |
| 8         | Rutger Smith        | Países Baixos  | 62,12     | 60,17   | 59,64   | 62,12   |        |
| 9         | Martin Wierig       | Alemanha       | 61,68     | x       | x       | 61,68   |        |
| 10        | Gerhard Mayer       | Áustria        | 61,47     | 61,47   | 55,33   | 59,60   |        |
| 11        | Leif Arrhenius      | Suécia         | 61,33     | 61,33   | x       | x       |        |
| 12        | Mohammad Samimi     | Irão           | 61,10     | x       | x       | 61,10   |        |
| 13        | Lance Brooks        | Estados Unidos | 61,07     | 60,55   | 61,01   | 61,07   |        |
| 14        | Ercüment Olgundeniz | Turquia        | 60,86     | 53,34   | x       | 60,86   |        |
| 15        | Markus Münch        | Alemanha       | 60,80     | 58,27   | 60,80   | 60,59   |        |
| 16        | Martin Maric        | Croácia        | 60,61     | 59,72   | x       | 60,61   |        |
| 17        | Carl Myerscough     | Reino Unido    | 60,29     | 60,29   | 57,65   | 59,40   |        |

### Final
A final foi iniciada as 19:55 
| Colocação         | Atleta            | Nacionalidade  | Teste 1 | Teste 2 | Teste 3 | Teste 4 | Teste 5 | Teste 6 | Resultado | Notas |
| ----------------- | ----------------- | -------------- | ------- | ------- | ------- | ------- | ------- | ------- | --------- | ----- |
| Medalha de ouro   | Robert Harting    | Alemanha       | 68.49   | X       | 68.10   | 68.97   | 66.33   | X       | 68.97     |       |
| Medalha de prata  | Gerd Kanter       | Estónia        | 62.79   | 66.95   | 66.13   | 66.90   | X       | 65.83   | 66.95     |       |
| Medalha de bronze | Ehsan Hadadi      | Irão           | 65.29   | 64.07   | X       | X       | 65.50   | 66.08   | 66.08     | SB    |
| 4                 | Märt Israel       | Estónia        | 61.87   | 63.60   | 64.31   | 63.73   | 65.20   | X       | 65.20     |       |
| 5                 | Benn Harradine    | Austrália      | 64.43   | 64.02   | 62.08   | X       | 64.18   | 64.77   | 64.77     |       |
| 6                 | Virgilijus Alekna | Lituânia       | 62.75   | X       | 64.09   | 62.62   | X       | 61.25   | 64.09     |       |
| 7                 | Vikas Gowda       | Índia          | 60.79   | 61.51   | 64.05   | 62.81   | 62.16   | 62.16   | 64.05     |       |
| 8                 | Jorge Fernández   | Cuba           | 61.05   | 63.54   | 63.10   | X       | 60.11   | 61.77   | 63.54     |       |
| 9                 | Piotr Malachowski | Polónia        | 58.28   | X       | 63.37   |         |         |         | 63.37     |       |
| 10                | Jason Young       | Estados Unidos | 62.54   | X       | 63.20   |         |         |         | 63.20     |       |
| 11                | Mario Pestano     | Espanha        | 62.97   | 63.00   | 62.74   |         |         |         | 63.00     |       |
| 12                | Brett Morse       | Grã-Bretanha   | 60.84   | 62.69   | 57.87   |         |         |         | 62.69     |       |

Legenda
| Recorde mundial       | Recorde mundial (World record)               |                       | Recorde africano                      | Recorde africano (African) |                                           | Q | Classificado por posição (Qualified) |
| Recorde do campeonato | Recorde do campeonato (Championship record)  | Recorde da América    | Recorde da América (Americas)         | q                          | Classificado por melhor tempo (Qualified) |   |                                      |
| Melhor marca do ano   | Melhor marca do ano (World leading)          | Recorde asiático      | Recorde asiático (Asian)              | DNS                        | Não largou (Did not start)                |   |                                      |
| Recorde nacional      | Recorde nacional (National record)           | Recorde europeu       | Recorde europeu (European)            | DNF                        | Não terminou (Did not finish)             |   |                                      |
| Recorde pessoal       | Recorde pessoal do atleta (Personal best)    | Recorde da Oceania    | Recorde da Oceania (Oceania)          | DSQ / DQ                   | Desclassificado (Disqualified)            |   |                                      |
| Recorde da temporada  | Recorde da temporada do atleta (Season best) | Recorde sul-americano | Recorde sul-americano (South America) | NM                         | Sem marca (No mark)                       |   |                                      |